# Jacques Joseph Reymann
Jacques Joseph Reymann, né le 23 octobre 1848 à Danjoutin et mort le 4 janvier 1911 à Paris, est un peintre français.

## Biographie
Jacques Joseph Reymann est le fils de Joseph Reymann, sculpteur, et de Lisat Boulangé.
Élève de Jean-Léon Gérôme, il expose au Salon de 1882 à 1903.
En 1874, il épouse Marie Pétrin (1854-1883). Devenu veuf, il s'installe en Algérie.
En 1888 à Birkhadem, le peintre orientaliste épouse en secondes noces Émilie Hortense Florentine Planson (1863-1917).
Il revient en France en 1890 et réside avec son épouse à Levallois-Perret.
Il meurt à l'hôpital Sainte-Anne à l'âge de 62 ans. Il est inhumé à Levallois-Perret.